# Thomas Homer-Dixon
Thomas Homer-Dixon (né en 1956) est un politologue canadien, titulaire d'une chaire de recherche universitaire à la Faculté de l'environnement de l'Université de Waterloo et directeur exécutif du Cascade Institute de l'Université Royal Roads à Victoria, Colombie-Britannique, Canada,.

## Jeunesse et éducation
Homer-Dixon naît et grandit dans une région rurale à proximité de Victoria, en Colombie-Britannique. À la fin de son adolescence et au début de la vingtaine, il travaille sur des plates-formes pétrolières et dans la foresterie.
En 1980, il obtient un baccalauréat en sciences politiques de l'Université Carleton d'Ottawa. Il crée ensuite l'organisation Canadian Student Pugwash (en), un forum de discussion sur les relations entre la science, l'éthique et les politiques publiques[réf. nécessaire]. Il termine par la suite un doctorat en sciences politiques au Massachusetts Institute of Technology en 1989.

## Carrière universitaire
Homer-Dixon commence sa carrière universitaire à l'Université de Toronto en 1990, où il dirige plusieurs projets de recherche examinant les liens entre le stress environnemental et la violence dans les pays pauvres. En 1993, il joint la faculté du University College et le département de science politique, devenant professeur titulaire en 2006. À a même époque, il est directeur du programme Peace and Conflict Studies de l'University College, avant de devenir directeur du Trudeau Centre for Peace and Conflict Studies jusqu'en 2007,.
En 2008, Homer-Dixon déménage à l'Université de Waterloo, en Ontario, pour assumer le rôle de président du Centre for International Governance Innovation Chair of Global Systems à la nouvelle Balsillie School of International Affairs .
Il est le directeur fondateur du Waterloo Institute for Complexity and Innovation de l'Université de Waterloo entre 2009 et 2014 .
En 2019, Homer-Dixon est nommé titulaire d'une chaire de recherche universitaire à l'Université de Waterloo. En 2020[réf. nécessaire], il devient le directeur exécutif du Cascade Institute de l'université de Royal Roads.